# My Own Prison
«My Own Prison» — перший студійний альбом американського гурту Creed, виданий 26 серпня 1997 року на Wind-up Records.

## Список пісень
Всі пісні написали Скотт Степп і Марк Тремонті.
1. "Torn — 6:23
2. "Ode — 4:58
3. "My Own Prison — 4:58
4. "Pity for a Dime — 5:29
5. "In America — 4:58
6. "Illusion — 4:37
7. "Unforgiven — 3:38
8. "Sister — 4:56
9. "What's This Life For — 4:08
10. "One — 5:03
11. «Bound and Tied»
12. «What's This Life For»